# Abacetus azurescens
Abacetus azurescens là một loài bọ chân chạy thuộc phân họ Pterostichinae. Loài này được Straneo mô tả lần đầu năm 1955 và được tìm thấy trên khắp Tây Phi.